# 乌尔河畔阿默尔丁根
乌尔河畔阿默尔丁根是德国莱茵兰-普法尔茨州的一个市镇。总面积2.62平方公里，总人口10人，其中男性8人，女性2人（2011年12月31日），人口密度4人/平方公里。

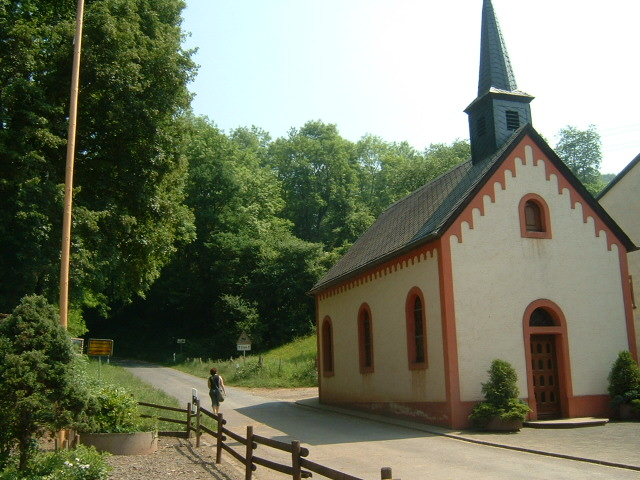